# Zona 19 (Ciudad de Guatemala)
La Zona 19 de Ciudad de Guatemala, también conocida como Colonia La Florida, es una de las 25 zonas de dicha ciudad. Es la única zona que se encuentra dentro de la ciudad de Mixco.

## Historia
En 1951 la Finca El Naranjo comenzó a lotificarse en sectores como Lo De Fuentes y El Rodeo. Uno de esos espacios mas grandes era el potrero también conocido como El Espinal. Más tarde en 1952 esa parte fue vendida y tras dividirse en terrenos habitacionales, habría recibido el nombre de Segunda Florida. Allí surgió la base de lo que hoy es zona 19.
Los primeros habitantes llegaron desde distintas zonas de la ciudad capitalina y del interior del país. Es sus inicios, el área carecía de servicios básicos sin embargo, en 1958, los vecinos impulsaron gestiones para mejorar las condiciones del lugar tanto agua como energía eléctrica incluyendo transporte público.
El 8 de julio de 1958 los vecinos tuvieron problemas con el desarrollo urbano de la alcaldía de Mixco, por lo tanto solicitaron al presidente Miguel Ydigoras Fuentes la anexión de La Florida al municipio capitalino. La solicitud fue aceptada y oficializada mediante el Decreto 1183 del Congreso de la República. Desde ese momento, la colonia fue reconocida como parte de la Ciudad de Guatemala.
entre 1959 y 1961 se forma un grupo de comerciantes que usaban mecapales para transportar sus productos, organizándose de forma espontanea en un terreno lodoso. La única forma de transportar el producto hacia esa área era en una camioneta conocida como La Malinche. No fue hasta 1962 que comienza la construcción de un edificio para centralizar las ventas. El terreno que fue adquirido por la Universidad de San Carlos de Guatemala, fue cedido en usufructo a la Municipalidad de Guatemala para ese proyecto. La construcción duró dos años y el mercado Santa Cruz fue inaugurado en 1964, aunque según fuentes fue el 3 de mayo de 1966.
En 1963 se construyó el mercado Cantonal, en 1964 se construye la Escuela Panamericana, anteriormente llamada Escuela Diego Reynoso. En 1966 se construyen cañerías y pilas domiciliarias, lo que permite a los ciudadanos tener agua en sus casas. Se establecen servicios públicos como la estación de Bomberos Municipales y la Comisaria 16 de la Policía Nacional Civil.
La Florida fue uno de los primeros proyectos de vivienda popular creados bajo la aprobación del Decreto 900. En 1982, se logra el asfaltado de las calles aledañas.

## Población
Según el censo 2018, La Florida tiene una población al rededor de 20, 329 habitantes, ubicándose en el puesto 16 de las zonas más pobladas de la Ciudad de Guatemala.

### Pueblo de pertenencia
| Pertenencia | Población | %    |
| ----------- | --------- | ---- |
| Ladino      | 18 117    | 80.5 |
| Maya        | 2 123     | 17.4 |
| Garifuna    | 17        | 0.2  |
| Xinka       | 10        | 0.1  |
| Creole      | 4         | 0.4  |
| Extranjero  | 58        | 1.2  |

## Religión
La fiesta patronal fue establecida el 28 de octubre, en honor a San Judas Tadeo.